# قديح بصري (تشريح)
القديح البصري أو الكؤيس العيني أو الكأس البصرية (بالإنجليزية: Optic cup)‏ هو منطقة بيضاء تُشبه القدح وتقع في منتصف القرص البصري.
تُقاس نسبة حجم القديح البصري إلى القرص البصري (أو نسبة القديح إلى القرص) لتشخيص الغلوكوما، حيثُ تبلغ النسبة الطبيعية 3.0، وإذا كانت أكبر من ذلك، فهذا يتناسب مع حدوث الغلوكوما.